# Rivière Pascalis
Pour les articles homonymes, voir Pascalis.
La rivière Pascalis est un affluent du lac Tiblemont, coulant dans le canton de Pascalis, dans la municipalité de Senneterre, dans la municipalité régionale de comté (MRC) de La Vallée-de-l'Or, dans la région administrative de l’Abitibi-Témiscamingue, au Québec, au Canada.
La foresterie, l’agriculture et les activités récréotouristiques constituent les principales activités économiques du secteur. Sa surface est généralement gelée du début de la mi-décembre à la mi-avril.
Ce bassin versant est accessible grâce à la route 113 qui remonte vers le nord sur le côté ouest du lac Tiblemont en coupant la rivière Pascalis. Le chemin de fer enjambe la rivière Pascalis sur un pont situé à l’embouchure du lac Pascalis.

## Géographie
La rivière Pascalis prend sa source à l’embouchure du lac Pascalis (longueur : 7,7 km ; largeur maximale : 5,3 km ; altitude : 307 m). La rivière Pascalis est située entièrement en zone agricole et forestière dans le canton Tiblemont.
Les principaux bassins versants voisins de la rivière Pascalis sont :
- côté nord : lac Courville, rivière Ducros ;
- côté est : lac Tiblemont, ruisseau Meilleur ;
- côté sud : rivière Louvicourt, ruisseau Bédard, lac Endormi ;
- côté ouest : rivière Senneville, rivière Courville.

À partir de l’embouchure du lac Pascalis, la rivière Pascalis coule sur 3,5 km vers l'est en passant sous le pont du chemin de fer, en formant une courbe vers le sud, puis en passant sous le pont de la route 113, jusqu'à la confluence de la rivière.
La rivière Pascalis se déverse sur la rive ouest du lac Tiblemont que le courant traverse vers le nord. Ce lac constitue la tête de la rivière Bell qui coule vers le nord en traversant le lac Parent avant de se jeter dans le Lac Matagami lequel se déverse dans la rivière Nottaway.
Cette confluence de la rivière Pascalis avec le lac Tiblemont est située, à :
- 1,9 km à l'ouest de la confluence de la rivière Pascalis avec le lac Tiblemont ;
- 7,3 km au sud de l’embouchure du lac Tiblemont ;
- 17,1 km au sud du pont du chemin de fer du Canadien National qui passe au-dessus de la rivière Bell dans la ville de Senneterre ;
- 19,9 km au nord du pont de la route 117 enjambant la rivière Louvicourt.

## Toponymie
Le toponyme « rivière Pascalis » a été officialisé le 5 décembre 1968 à la Commission de toponymie du Québec, soit lors de sa création.